# Idioma wayana
El idioma wayana (también guayana, oayana, alukuyana), es una lengua caribeña hablado por el pueblo wayana en el sur y suroeste de Surinam, Guayana francesa y Brasil.

## Clasificación
Conforme al Ethnologue, la lengua wayana se clasifica de la siguiente forma:
- Lenguas caribes
  - Norteño
    - Guayana
      - Wayana-trio
        - Wayana

## Fonología
Los siguientes cuadros muestras los fonemas de las vocales y consonantes del idioma wayana.

### Vocales
|         | Anterior | Central | Posterior |
| ------- | -------- | ------- | --------- |
| Cerrada | i        | ɨ       | u         |
| Media   | e        | ə       | o         |
| Abierta |          | a       |           |

### Consonantes
|             | Bilabial | Alveolar | Velar | Labiovelar | Glotal |
| ----------- | -------- | -------- | ----- | ---------- | ------ |
| Oclusiva    | p (b)    | t        | k (ŋ) |            |        |
| Fricativa   |          | s        |       |            | h      |
| Nasal       | m        | n        |       |            |        |
| Lateral     |          | l (ɾ)    |       |            |        |
| Aproximante |          | j        |       | w          |        |